# Karam Gaber
Pour les articles homonymes, voir Gaber.
Karam Mohamed Gaber Ibrahim, en arabe : كرم محمد جابر إبراهيم, est un lutteur égyptien, né à Alexandrie le 1er septembre 1979. 

## Biographie
Gaber a gagné la médaille d'or de lutte gréco-romaine aux Jeux olympiques d'été de 2004 à Athènes. Il est par contre éliminé dès le deuxième tour aux Jeux olympiques de 2008 à Pékin.
Aux Jeux olympiques de 2012 à Londres, Gaber remporte la médaille d'argent

## Palmarès

### Jeux olympiques
- Jeux olympiques
  -  Médaille d'or en lutte gréco-romaine dans la catégorie des moins de 96 kg en 2004
  -  Médaille d'argent en lutte gréco-romaine dans la catégorie des moins de 84 kg en 2012

### Championnats du monde
- Championnats du monde
  -  Médaille d'argent en lutte gréco-romaine dans la catégorie des moins de 96 kg en 2002
  -  Médaille d'argent en lutte gréco-romaine dans la catégorie des moins de 96 kg en 2003

### Jeux africains
- Jeux africains 
  -  Médaille d'or en lutte gréco-romaine dans la catégorie des moins de 97 kg en 1999
  -  Médaille d'or en lutte gréco-romaine dans la catégorie des moins de 96 kg en 2003
  -  Médaille d'or en lutte gréco-romaine dans la catégorie des moins de 96 kg en 2007

### Championnats d'Afrique
- Championnats d'Afrique
  -  Médaille d'or en lutte gréco-romaine dans la catégorie des moins de 76 kg en 1997
  -  Médaille d'or en lutte gréco-romaine dans la catégorie des moins de 85 kg en 1998
  -  Médaille d'or en lutte gréco-romaine dans la catégorie des moins de 97 kg en 2000
  -  Médaille d'or en lutte gréco-romaine dans la catégorie des moins de 96 kg en 2002
  -  Médaille d'or en lutte gréco-romaine dans la catégorie des moins de 96 kg en 2005
  -  Médaille d'or en lutte gréco-romaine dans la catégorie des moins de 96 kg en 2006
  -  Médaille d'or en lutte gréco-romaine dans la catégorie des moins de 96 kg en 2007
  -  Médaille d'or en lutte libre dans la catégorie des moins de 97 kg en 1998

### Jeux panarabes
- Jeux panarabes
  -  Médaille d'or en lutte gréco-romaine dans la catégorie des moins de 76 kg en 1997
  -  Médaille d'or en lutte gréco-romaine dans la catégorie des moins de 84 kg en 2011

### Jeux méditerranéens
- Jeux méditerranéens
  -  Médaille d'or en lutte gréco-romaine dans la catégorie des moins de 97 kg en 2001
  -  Médaille d'or en lutte gréco-romaine dans la catégorie des moins de 96 kg en 2005
  -  Médaille de bronze en lutte gréco-romaine dans la catégorie des moins de 76 kg en 1997

### Mixed martial arts
- 31 décembre 2004, en K-1, contre Kazuyuki Fujita, perdu KO (punch).